# Фериеланда
Фериеланда (на шведски: Färgelanda) е малък град в югозападната част на Швеция, лен Вестра Йоталанд. Главен административен център на едноименната община Фериеланда. Намира се на около 350 km на югозапад от столицата Стокхолм и на около 140 km на североизток от центъра на лена Гьотеборг. Има жп гара. Населението на града е 1894 жители според данни от преброяването през 2010 г.